# صوفيا دونكلي
صوفيا آيفي روز دونكلي ولدت يوم 16 جويلية 1998 بمدينة لندن وهي لاعبة كريكيت إنجليزية لعبت للاندية التالية ساري وساوث إيست ستارز وويلش فاير وجوجارات جاينتس وملبورن ستارز وإنجلترا .  وهي لاعبة كرة يمينية وكسر في ساق ذراعها اليمنى، ظهرت لأول مرة سنة 2012 مع فريق ميدلسكس وظهورها الأول مع إنجلترا في عام 2018، ضد بنغلاديش .    في عام 2020، غادرت ميدلسكس لتنضم إلى ساري.  في جويلية 2021، حصلت صوفيا على أول عقد مركزي لها مع فريق الكريكيت الإنجليزي للسيدات.  في نفس الشهر، ظهرت لأول مرة في الاختبار، لتصبح أول امرأة سمراء تلعب اختبار الكريكيت في إنجلترا. 